# Dragon Gate
La Dragon Gate (ドラゴンゲート, Doragon Gēto?) est une fédération japonaise de catch (lutte professionnelle). Elle est issue d'une autre fédération nommée Toryumon dont la plupart des catcheurs ont été formés par Ultimo Dragon, certains au Japon, d'autres au Mexique. De ce fait, la Dragon Gate collabore souvent avec des fédérations mexicaines et mêle les deux influences. Elle s'appuie surtout sur des catcheurs de la catégorie des poids lourds-légers.
À la fin des années 2000, la Dragon Gate se fait connaitre à l'international en co fondant la Dragon Gate UK (en) en Grande-Bretagne et la Dragon Gate USA aux États-Unis.
En France, les émissions de la Dragon Gate ont été diffusées sur la chaîne Mangas le samedi soir à partir du 19 mars 2011. Les commentaires étaient assurés par Grégoire Hellot (bilingue japonais, à la tête de la maison d'édition de mangas Kurokawa) et Norbert Feuillan (commentateur de catch en live). Ils ont été sélectionnés par les internautes à la faveur d'un casting en ligne.

## Histoire de la fédération
En 1999, Ultimo Dragon créé la Toryumon Japan, une fédération de catch mêlant la lucha libre mexicaine au puroresu. Il permet aux élèves de son école de catch d'aller s'aguerrir au Mexique puis de lutter au Japon. Il fonde aussi deux autres fédérations : la Toryumon 2000 Project et la Toryumon X. En 2004, les catcheurs de la Toryumon Japan et Toryumon 2000 Project quittent leurs fédérations respectives pour créer la Dragon Gate dirigé par Takashi Okumura. En quittant cette fédération, CIMA qui est le dernier champion du gymnase d'Ultimo Dragon se proclame champion Open the Dream Gate.
Alors qu'elle est à peine créée la Dragon Gate signe un contrat avec la chaine Fuji TV pour diffuser une émission télévisée quotidienne.
L'année suivante, la Dragon Gate organise un tournoi pour désigner le premier champion Open the Brave Gate et c'est Naruki Doi qui sort vainqueur de ce tournoi le 13 mars,. CIMA et Shingo Takagi font un passage remarqué à la Ring of Honor le 27 août au cours de Dragon Gate Invasion.

## Roster
La plupart des catcheurs de la compagnie font partie de factions.

### MaxiMuM
- Ben-K
- Big R Shimizu
- Jason Lee
- Kotoka
- Masato Yoshino
- Naruki Doi

### Over Generation
- CIMA
- Dragon Kid
- Eita
- Gamma
- Kaito Ishida
- Mondai Ryu
- Takehiro Yamamura

### Tribe Vanguard
- BxB Hulk
- Kzy
- Flamita
- YAMATO
- Yosuke♥Santa Maria

### VerserK
- "brother" YASSHI
- El Lindaman
- Naoki Tanizaki
- Punch Tominaga
- Shingo Takagi
- T-Hawk
- Takashi Yoshida
- Yasushi Kanda

### Non affiliés
- Don Fujii
- Genki Horiguchi
- "Hollywood" Stalker Ichikawa
- Hyou Watanabe
- Johnson Florida
- Kagetora
- Katsumi Takashima
- Kenichiro Arai
- K-ness
- Masaaki Mochizuki
- Président Okamura
- Ryo Saito
- Shachihoko BOY
- Shun Skywalker
- Super Shisa
- Susumu Yokusuka
- Takayuki Yagi (arbitre et General Manager)
- Taku Iwasa
- U-T
- Yuki Yoshioka

### Alumni
- Anthony W. Mori (Retraité)
- Cyber Kongcito/Katsuo/Yuki Ono (Retraité)
- Daniel Mishima (retraité)
- Jack Evans (=AAA=)
- Kenshin Chikano/Kenichi Chikano (Retraité)
- Magnum Tokyo (Retraité)
- Matt Sydal alias Evan Bourne (WWE)
- Milano Collection A.T. (Retraité)
- Pac alias Adrian Neville (AEW)
- Ryoma/Yohei Fujita (Wrestling New Classic)
- Shinobu (666)
- Shogo Takagi (Retraité)
- Shuji Kondo (All Japan/Wrestle-1)
- Suwa (Pro Wrestling Noah)
- Takuya Sugawara (Pro Wrestling Zero1)
- Toru Owashi (DDT)
- Taru (All Japan/travailleur indépendant)

### Invités
- Abdullah the Butcher
- Anthony Nese
- AR Fox
- Arik Cannon
- Akebono
- Atsushi Onita
- Austin Aries
- Az
- Black Buffalo
- Black Thunder
- The Bodyguard
- Brodie Lee (alias Luke Harper WWE)
- Chris Bosh
- Chuck Taylor
- Daichi Hashimoto
- Dick Togo
- El Blazer
- Hub
- Human Tornado
- Jimmy Rave
- Jinsei Shinzaki (alias Hakushi WWE)
- Johnny Gargano
- Jorge Rivera
- Jushin "Thunder" Liger
- Katsuhiko Nakajima
- Kensuke Sasaki
- KENTA
- Kikutaro
- King Shisa / Pentagon Black
- Magnitude Kishiwada
- Mark Haskins
- Mazada
- Minoru Fujita
- MPT
- Muscle Gang
- Nosawa
- Prince Devitt
- Rich Swann
- Roderick Strong
- Sanshiro Takagi
- Scott Reed
- Tatsumi Fujinami
- Tigers Mask
- Turboman
- Wade Fitzgerald
- Yoshihiro Takayama

## Championnats
| Championnat                         | Date de création | Champion(s) actuel(s)                                                 | Date de victoire |
| ----------------------------------- | ---------------- | --------------------------------------------------------------------- | ---------------- |
| Open the Dream Gate Championship    | 4 juillet 2004   | Kai (1)                                                               | 26 décembre 2021 |
| Open the Triangle Gate Championship | 7 novembre 2004  | Los Perros del Mal de Japon (Eita, Nosawa Rongai & Kotaro Suzuki) (1) | 5 mai 2022       |
| Open the Brave Gate Championship    | 13 mars 2005     | Dragon Dia (1)                                                        | 12 janvier 2022  |
| Open the Twin Gate Championship     | 12 octobre 2007  | Z-Brats (Shun Skywalker & Diamante) (1)                               | 5 mai 2022       |